# Vjushkovia
Vjushkovia es un género extinto de arcosauromorfo eritrosúquido que vivió durante al periodo Triásico Medio y fue un depredador que alcanzaba una longitud de 3 metros.
Vjushkovia tenía una pelvis corta, comparable a la de Euparkeria, lo cual significa que las alargadas pelvis de los ornitosúquidos y los rauisúquidos puede haber sido desarrollada en cada clado por convergencia. El tobillo no tenía el gran calcañar que caracteriza a estos dos clados y marca el origen de Archosauria.